# Rubén Pardo
Rubén Pardo Gutiérrez (Logroño, 22 oktober 1992) is een Spaans voetballer die doorgaans als middenvelder speelt. 

## Clubcarrière
Pardo maakte gedurende het seizoen 2009-2010 zijn debuut voor Real Sociedad B, toen uitkomend in de Tercera División. Hij hielp het team promotie afdwingen naar de Segunda División B. Op 30 oktober 2011 debuteerde hij in het eerste elftal van Real Sociedad, in een thuiswedstrijd tegen Real Madrid. Hij viel enkele minuten voor affluiten in.  Tijdens de maand januari 2017 werd hij tot het einde van het seizoen uitgeleend aan reeksgenoot Real Betis.  Hij speelde nog tot het einde van het seizoen 2019-2020 bij de Baskische ploeg, waar hij 164 seizoenswedstrijden speelde.
Tijdens het seizoen 2020-2021 tekende hij voor het Franse Girondins Bordeaux, waar hij na negen wedstrijden de ploeg verliet en naar Spanje terugkeerde als uitgeleende speler bij CD Leganés, een ploeg uit de Segunda División A.  Het daaropvolgende seizoen stapte hij definitief over.  De speler bleef bij de Madrileense ploeg tot het einde van het seizoen 2022/23.

## Interlandcarrière
Pardo speelde dertien wedstrijden voor Spanje -19. Hij debuteerde op 5 februari 2013 in Spanje –21, tegen België –21 (1-1).

## Erelijst
| Europees kampioen –19 | 1x | 2011 |

1 Johnsson ·
2 Gregersen ·
4 Bokele ·
5 Barbet  ·
6 Ihnatenko ·
8 Sissokho ·
9 Vipotnik ·
10 Weissbeck ·
11 Pitu ·
13 Strączek ·
14 N'Simba ·
17 Elis ·
18 Biumla ·
19 Ekomié ·
20 Díaz ·
22 De Amorim ·
24 Marcelin ·
26 Depussay ·
29 Livolant ·
30 Davitasjvili ·
34 Michelin ·
40 Bedfian ·
72 Cassubie ·
77 Badji ·
81 De Lima ·
91 Tebili ·
97 Rouyard ·
99 Swiderski ·
Coach: Guion
· Assistent-coach: Plašil
· Keeperstrainer: Coupet